# I. e. 250-es évek
Évszázadok: i. e. 4. század – i. e. 3. század – i. e. 2. század
Évtizedek: i. e. 300-as évek – i. e. 290-es évek – i. e. 280-as évek – i. e. 270-es évek – i. e. 260-as évek – i. e. 250-es évek – i. e. 240-es évek – i. e. 230-as évek – i. e. 220-as évek – i. e. 210-es évek – i. e. 200-as évek
Évek: i. e. 259 – i. e. 258 – i. e. 257 – i. e. 256 – i. e. 255 – i. e. 254 – i. e. 253 – i. e. 252 – i. e. 251 – i. e. 250